# Carl Tham
Carl Gustav Vilhelm Tham, född 5 juli 1939 i Stockholm, är en svensk samhällsdebattör, politiker och ämbetsman. Han var folkpartist fram till 1984 och är sedan 1986 socialdemokrat.
Carl Tham var partisekreterare i Folkpartiet 1969–78, samordnings- och energiminister 1978–79 samt riksdagsledamot (statsrådsersättare) 1976 och 1979–80. Därefter var han generaldirektör i Statens energiverk 1983–85 och i SIDA 1985–94 innan han blev socialdemokratisk utbildningsminister 1994–98 och ambassadör i Berlin 2002–06. Carl Tham är i modern tid den ende politiker som varit minister i både en borgerlig och en socialdemokratisk regering.

## Biografi
Tham avlade filosofisk ämbetsexamen vid Stockholms universitet 1963. Han blev partisekreterare i Folkpartiet 1969 och bidrog till den vänsterorientering av partiet som skedde efter Bertil Ohlins avgång 1967. Tham hade ett tungt ideologiskt ansvar vid framtagandet av partiets nya partiprogram 1972. Det nya partiprogrammet kritiserade marknadsekonomin, betonade en tro på statens förmåga och ansvar att styra ekonomin samt förespråkade "en socialliberal ramhushållning".
Efter den borgerliga valsegern i riksdagsvalet 1976 spelade Tham en viktig roll som förhandlare för Folkpartiets räkning vid bildandet av en koalitionsregering med Moderaterna och Centerpartiet. I en bok som behandlar dessa förhandlingar beskrivs Tham av journalisten Kai Hammerich som en principfast ideolog på vänsterkanten. Även Sven-Erik Larsson på Dagens Nyheter stämmer in i den beskrivningen av Carl Tham i sin bok "Mellan Bohman och Palme" från 1992.
När löntagarfonder var ett hett debattämne under 1970- och 80-talen sällade sig Tham till förespråkarna och ville kompromissa med SAP och LO. Under samma epok förespråkade han en koalition med Socialdemokraterna. När Folkpartiet under Bengt Westerberg började röra sig högerut och Moderaterna blev allt större inom borgerligheten i början av 1980-talet, blev sprickan mellan Tham och hans parti alltför stor. Han slutade vara aktiv 1982 och lämnade slutgiltigt Folkpartiet två år senare. Efter mordet på statsminister Olof Palme blev Carl Tham medlem i Socialdemokraterna.
Efter det att Carl Tham upphört att vara aktiv i Folkpartiet arbetade han som generaldirektör i Statens energiverk och i SIDA. Efter den socialdemokratiska valsegern 1994 utnämndes han till utbildningsminister. Under tiden som utbildningsminister åren 1994–98 gjorde sig Tham känd för flera kontroversiella beslut:
- De så kallade Tham-professurerna skulle leda till fler kvinnliga professorer inom den akademiska världen. Då metoden var att kraftigt öka antalet professorer, utan att forskningsfinansieringen ökades i motsvarande utsträckning, skulle detta enligt många kritiker innebära en sänkning av kompetenskraven och sämre ekonomiska villkor. Även anställningstryggheten skulle minska, eftersom de nya professorerna inte längre skulle vara oavsättbara.
- Det så kallade NT-stödet gick ut på att 9 000 personer med rätt bakgrund i åldersgruppen 25–45 skulle få akademisk utbildning inom teknik och naturvetenskap med ekonomiskt bistånd. Detta skulle vara 12 000 kronor per månad under de två första studieåren. Förslaget, som lanserades tillsammans med ett förslag om att avskaffa CSN-kortet, mötte stort motstånd bland Sveriges studenter och resultatet blev att CSN-kortet fick vara kvar samt att de 9 000 utbildningsplatserna kopplades till det särskilda vuxenstödet.
- Den så kallade Tham-reformen innebar att forskarstudenter endast fick antas om de hade fullgod finansiering och att de måste bli färdiga på fyra år.

Den då pågående kraftiga expansionen av den svenska högskolan, samt förändringar i forskarutbildningen och tillsättningen av professorer var andra frågor som engagerade Tham. "Det var en pigg tid, de fyra åren, med stor turbulens i den akademiska världen. Jag upplevde ett starkt stöd i regeringen och partiet, men ett stenhårt motstånd från den akademiska världen och från deras tidningar" sade Tham när han deltog i Kvinnliga akademikers hundraårsjubileum i Stockholm 2004..
Carl Tham har fått motta mycket positiv och negativ kritik som politiker (och då särskilt som utbildningsminister). Tre gånger har han tilldelats utmärkelsen Gummiudden, senast 2006. Angående många svenska professorers upprop mot Carl Tham om Tham-professurerna skrev Cecilia Chrapkowska och Agnes Wold på DN Debatt att "Denna kampanj berövade Sverige en utbildningsminister som förstod att hela befolkningens begåvning måste tas till vara."
Carl Tham tillhör ätten Tham och är son till Wilhelm Tham.

## Priser och utmärkelser
- Storkors 2kl av Förbundsrepubliken Tysklands förtjänstorden, StkTyskRFO>2KL (2003)
- Sveriges Förenade Studentkårers jämställdhetspris 2008 för sitt arbete för jämställdheten inom svenska högskolor och universitet